# كيم سنغ-روك
كيم سنغ-روك (هانغل: 김상록) هو لاعب كرة قدم كوري جنوبي في مركز الوسط، ولد في 25 فبراير 1979 في كوريا الجنوبية. لعب مع إنتشون يونايتد وبوهانغ ستيلرز وجيجو يونايتد ونادي بوسان أي بارك.

## وصلات خارجية
- كيم سنغ-روك على موقع دوري كوريا الجنوبية (الإنجليزية)
- كيم سنغ-روك على موقع قاعدة بيانات كرة القدم.إي يو (الإنجليزية)